# Franko Luin
Franko Luin, slovenski tipograf in esperantist, * 6. april 1941, Trst, † 15. september 2005, Tyresö, Švedska.

## Življenje
Franko Luin je bil doma iz vasi Repnič nad Trstom. Obiskoval je slovensko osnovo šolo in gimnazijo v Trstu, kjer se je naučil maternega jezika. Avgust Černigoj je v njem spodbudil zanimanje za umetnost, predvsem za umetniško grafiko. 
Pri petnajstih letih se je začel učiti esperanto. V začetku 60. let se je preselil na Švedsko, predvsem zato, ker ni hotel služiti v italijanski vojski, saj je menil, da sta fašizem in italijanska vojska isti pojem. Postal je pacifist in bil dolgo aktiven član pri Švedski zvezi za mir. Po prihodu je navezal stike z esperantisti na jugu in dobil delo v Malmöju. Postal je član Švedske zveze esperantistov in bil kasneje izvoljen za njihovega predsednika. Bil je član odbora in urednik članskega časopisa. Tajniško delo je opravljala Ulla, ki je kasneje postala njegova žena. 
Vpisal se je na Grafični inštitut v Stockholmu, to je bil tedaj zasebni študij v lasti grafične industrije, ki je usposabljal za vodenje tiskarn in podobne funkcije v oglaševalskih agencijah. Diplomiral je leta 1967 in se nato zaposlil v švedskem telekomunikacijskem podjetju Ericsson kot tiskarski oblikovalec, kjer je delal 20 let. Leta 1989 je ustanovil založniško podjetje Omnibus Typografi.
Jeseni 2000 je predaval na inštitutu za oblikovalce (Berghs School of Communication) v Stockholmu o spletni  tipografiji.
Anekdoti: 
- Rodil se je na cvetno nedeljo točno opoldan, kar naj bi pomenilo, da bo zagotovo genij. Ta vraža ga je spremljala v šoli, kjer so mu sovrstniki  postavili vzdevek Genij.
- Že kot otrok je med vojno skorajda povzročil politični incident. Mati in teta sta ga vzeli s seboj v opero in ker sta želeli, da bi bil med predstavo tiho, sta mu dali jabolko. Med predstavo pa je Franku zdrsnil sadež iz rok in z balkona padel na nemškega častnika. Ta se je razburil, predstavo so prekinili in šele čez nekaj časa ugotovili, da to ni bila ročna bomba.

## Delo
Ukvarjal se je z esperantom, v njem je pisal poezijo in vanj prevajal slovenske in švedske pesnike, med drugimi tudi Tomasa Tranströmerja. V mednarodnem sodelovanju z založniki je na spletu uredil virtualno knjigarno z manjšo zbirko knjig v esperantu. Izdelal je tudi prve spletne strani za esperantiste po svetu.  
V devetdesetih letih 20. stoletja je na splet postavil internetno zbirko Kiosken, kjer je bilo na voljo 15.000 različnih svetovnih časopisov. V okviru založniškega podjetja Omnibus je oblikoval elektronsko poštno listo Lipov list za stike med Slovenci na Švedskem in Švede, ki jih zanima slovenski jezik. Zavedal se je, da je Slovencem po svetu otežen dostop do slovenskih knjig, zato je konec leta 2000 izdelal BESeDO, brezplačno virtualno knjigarno z elektronskimi knjigami v slovenščini, švedščini in esperantu. Prve knjige so bile iz njegove domače knjižnice in iz zbirke Mirana Hladnika, knjige so mu pošiljali tudi avtorji sami. BESeDA je obsegala 297 knjig slovenskih avtorjev. Za vse objavljene knjige je pridobil ISBN Švedske kraljeve knjižnice. Spletišče BESeDA je po njegovi smrti usahnilo, del Luinove elektronske knjižnice je dostopen na spletišču Društva paraplegikov Istre in Krasa. 
Najbolj poznan je po svojih tipografijah. Oblikoval jih je več kot 50. Te so: Ad Hoc, Baskerville Classico, Birka, Bodoni Classico, Carniola, Caslon Classico, Cirkus, Devin, Dialog, Edinost, Esperanto, Fortuna, Garamond Classico, Goudy Modern 94, Goudy Village, Griffo Classico, Humana, Inko, Isolde, Jenson Classico, Jesper, Jonatan, Kalix, Kasper, Kis Classico, Luma, Manuskript, Marco Polo, Maskot, Memento, Miramar, Norma, Nyfors, Odense, Odense Neon, Omnibus, Pax, Pax #2, Persona, Ragnar, Res Publica, Rustika, Saga, Semper, Stockholm Runt, Transport, Valdemar, Vega antikva in Zip 2000.